# All the Lovers
„All the Lovers“ је поп песма аустралијске певачице Кајли Миног. Објављена је као први сингл са њеног једанаестог студијског албума Aphrodite (2010). у издању дискографске куће Парлофон. Песму "All the Lovers" написали су енглески електропоп састав Киш Мов и била је једна од задњих песама снимљених за албум. Миног ју је одабрала као први сингл пошто је за њу чула да одражава еуфорично расположење албума.

## Позадина и објављивање
Песму су написали Киш Мов близу завршетка снимања албума, а продуцирао ју је Стјуарт Прајс. Киш Мов написали су и продуцирали и песму "2 Hearts", која је била дебитански сингл са претходног албума Миног  (2007). "All the Lovers" најављена је 20. априла 2010. кратким исјечком постављеним на службену страницу Миног. Изазвала је кратак пад странице због превелике посећености. Званична премијера песме била је 14. мај 2010. године. Дигитално преузимање дозвољено је од 13. јуна, а песма је објављена на CD синглу 28. јуна 2010. године.
Промотивни видео-спот приказује Миног на врху гомиле људи који носе бело доње рубље, окружени белим лебдећим објектима. Миног је објаснила да је видео-спот опис њеног погледа на сексуалност и путеност. Добио је позитивне коментаре, критичари су похвалили његову естетику и сликовитост.

## Успех на топ љествицама
Песма је постигла комерцијални успех, највише у Европи, где је доспела на места између првих десет на лествицама у државама попут Немачке, Ирске и Италије, а између пет првих места доспела је у Француској, Словачкој и Уједињеном Краљевству.
У САД њени ремикси били су хит на плесним подијумима, што јој је донело прво место на топ лествици на Билборд.

## Списак песама
Међународни CD сингл
Европски и аустралијски CD сингл

## Топ љествице
| Топ љествице                | Највиша позиција |
| --------------------------- | ---------------- |
| Аустралија                  | 13               |
| Аустрија                    | 5                |
| Белгија (Фландрија)         | 10               |
| Белгија (Валонија)          | 8                |
| Чешка                       | 18               |
| Европа                      | 4                |
| Француска                   | 3                |
| Ирска                       | 6                |
| Италија                     | 6                |
| Јапан                       | 11               |
| Канада                      | 72               |
| Кореја                      | 39               |
| Мађарска                    | 2                |
| Низоземска                  | 61               |
| Њемачка                     | 10               |
| Русија                      | 14               |
| Румунија                    | 27               |
| Словачка                    | 4                |
| Шпанија                     | 29               |
| Шведска                     | 33               |
| Швајцарска                  | 6                |
| Велика Британија            | 3                |
| САД (Dance Club Play Songs) | 1                |

## Референци
1. ↑  „All the Lovers на аустралској љествици”. ARIA. Приступљено 20. 6. 2010.
2. ↑  „All the Lovers у Аустрији”. Ö3 Austria Top 40. Приступљено 25. 6. 2010.
3. 1 2  „All the Lovers на љествици у Белгији (Фландрија)”. Ultratop. Приступљено 20. 6. 2010.
4. ↑  „All the Lovers on Czech Charts”. IFPI. Приступљено 23. 5. 2010.
5. ↑  Успех у Француској
6. ↑  „Упсјех у Ирској”. Архивирано из оригинала 29. 03. 2012. г. Приступљено 10. 04. 2012.
7. ↑  „Успјех у Италији”. Архивирано из оригинала 04. 03. 2016. г. Приступљено 10. 04. 2012.
8. ↑  „Music Charts, Most Popular Music, Music by Genre & Top Music Charts”. Billboard.com. Приступљено 15. 6. 2010.
9. ↑  Успјех у Канади
10. ↑  „GAON Music Charts”. Архивирано из оригинала 22. 05. 2013. г. Приступљено 10. 04. 2012.
11. ↑  „Archívum - Slágerlisták - MAHASZ - Magyar Hanglemezkiadók Szövetsége”. Mahasz.hu. Приступљено 15. 6. 2010.
12. ↑  Успех у Низоземској
13. ↑  Billboard Kylie Minogue Chart History
14. ↑  Russian Singles Chart
15. ↑  „Slovakian Airplay Chart”. Архивирано из оригинала 30. 06. 2017. г. Приступљено 10. 04. 2012.
16. ↑  Успех у Шпанији[мртва веза]
17. ↑  Успех у Шведској
18. ↑  Успех у Швајцарској
19. ↑  „Archive Chart”. Theofficialcharts.com. Приступљено 20. 6. 2010.
20. ↑  „Chart Beat Thursday:Adult Pop, Country, Jazz Songs & More”. Билборд. Nielsen Business Media, Inc. Приступљено 15. 6. 2010.